# Atrichopogon tetramischus
Atrichopogon tetramischus är en tvåvingeart som beskrevs av Yu och Liu 1995. Atrichopogon tetramischus ingår i släktet Atrichopogon och familjen svidknott.
Artens utbredningsområde är Sichuan (Kina). Inga underarter finns listade i Catalogue of Life.